# 林肯与道格拉斯的辩论
林肯-道格拉斯辩论（也被称为1858年的大辩论）是伊利诺伊州参议员候选人、来自共和党的亚伯拉罕·林肯和现任参议员、民主党候选人斯蒂芬·道格拉斯之间进行的七场辩论。在1913年第十七条宪法修正案生效以前，参议员都是由各州自己的立法机构选举产生的，所以林肯和道格拉斯都试图为各自的政党赢得伊利诺伊州议会的控制权。
这些辩论旨在公共曝光和宣传。对于林肯来说，这是一个提升他的全国形象和新兴共和党的机会，而道格拉斯则试图捍卫他的成就——尤其是他在人民主权学说中的领导作用，及该学说在1854年堪萨斯-内布拉斯加法案里的体现。两位候选人在伊利诺伊州的九个国会选区中的每一个都发表了讲话。相隔两天之内，两人在斯普林菲尔德和芝加哥分别进行了演讲，因此他们决定在其余七个选区联合露面。每次辩论持续大约三个小时；第一位候选人先讲60分钟，然后是第二位候选人90分钟的答辩，最后是第一位候选人30分钟的返辩。两位候选人轮流第一个发言。作为现任参议员，道格拉斯在四场辩论中首先发言。如果天气允许，辩论在户外举行，大约下午2点到5点。场上挤满了听众。
辩论集中在奴隶制上，特别是在路易斯安那购地和墨西哥割让地上新建立起的州内是否允许奴隶制。道格拉斯作为民主党的一员，认为应该由新州的居民自己做出决定，而不是由联邦政府做出（人民主权论）。林肯则反对扩大奴隶制，但强调他并不主张废除奴隶制。 
最终，道格拉斯在伊利诺伊州大会以54比46战胜林肯，获得连任。公共曝光使林肯成为全国性人物，并为他1860年的总统竞选奠定了基础。
作为总统竞选的一部分，林肯编辑了所有辩论的文本，并出版成书。 它卖得很好，并帮助他在1860年芝加哥共和党全国代表大会上获得了共和党总统候选人提名。